# Agrilus purpuratus

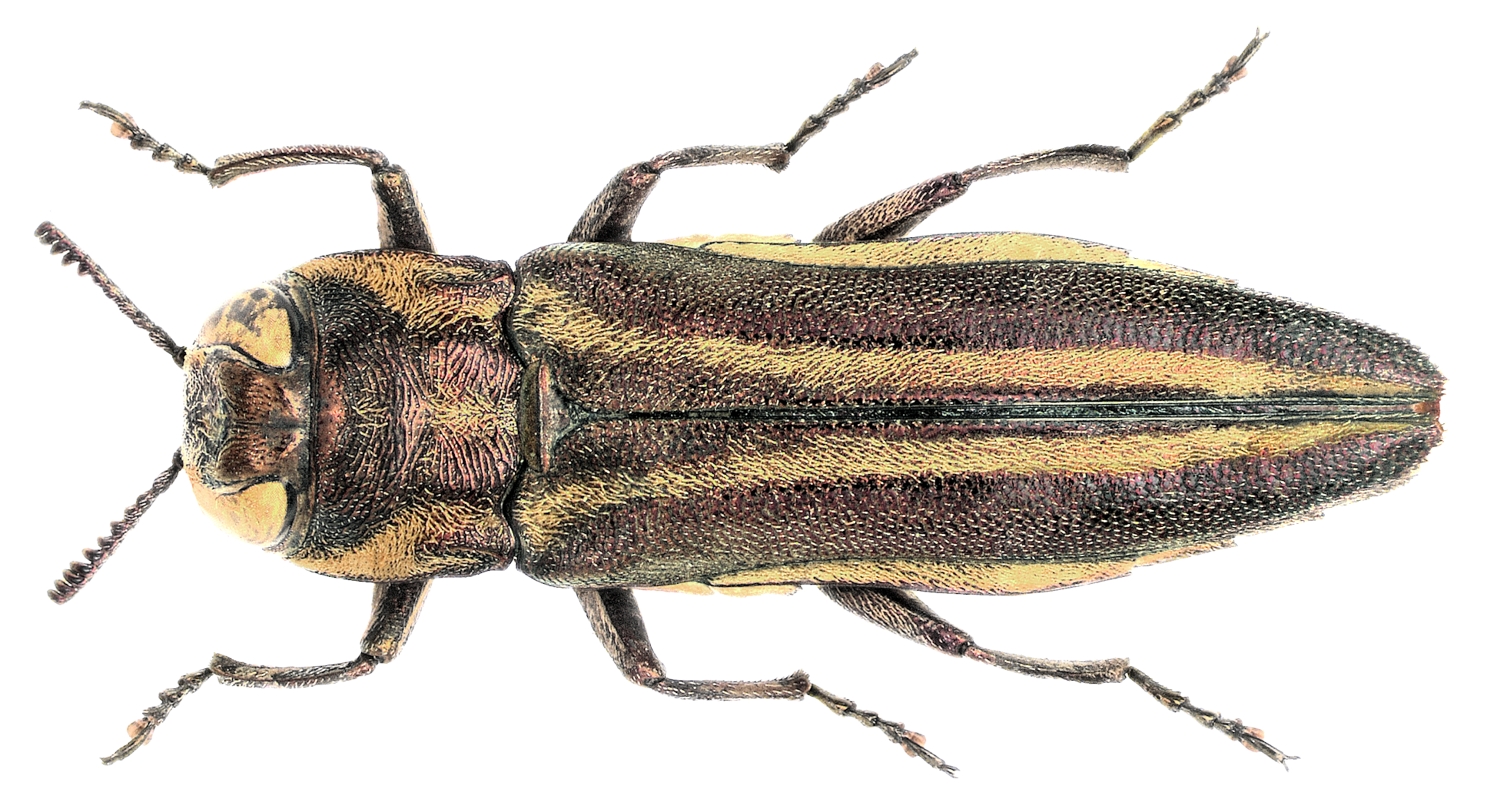
Agrilus (Duttus) purpuratus (Klug, 1829) Familia: Buprestidae Tamaño: 8,3 mm

Agrilus purpuratus es una especie de insecto del género Agrilus, familia Buprestidae, orden Coleoptera.
Fue descrita científicamente por Klug, 1829.